# Hexatoma (Eriocera) margaritae
Hexatoma (Eriocera) margaritae is een tweevleugelige uit de familie steltmuggen (Limoniidae). De soort komt voor in het Neotropisch gebied.